# Кромвел (Индијана)
Кромвел (енгл. Cromwell) град је у америчкој савезној држави Индијана.

## Демографија
По попису из 2010. године број становника је 512, што је 60 (13,3%) становника више него 2000. године.
| Група             | 2000.       | 2010.       |
| Белци             | 420 (92,9%) | 439 (85,7%) |
| Афроамериканци    | 0 (0,0%)    | 0 (0,0%)    |
| Азијати           | 6 (1,3%)    | 0 (0,0%)    |
| Хиспаноамериканци | 22 (4,9%)   | 66 (12,9%)  |
| Укупно            | 452         | 512         |